# Ausbildungsverhältnis
Ein Ausbildungsverhältnis ist ein Rechtsverhältnis, das die Ausbildung einer Person zum Gegenstand hat. Ausbildungsverhältnisse gibt es in vielfachen Zusammenhängen.
- Beruht das Ausbildungsverhältnis auf einem privatrechtlichen Vertrag zum Zwecke der Berufsausbildung, spricht man in Deutschland von einem Berufsausbildungsverhältnis. Häufig wird synonym auch nur der kürzere Ausdruck Ausbildungsverhältnis verwendet.
- In Österreich und in der Schweiz wird ein solches Berufsausbildungsverhältnis – wie früher in Deutschland – Lehrverhältnis genannt.
- Neben privatvertraglichen Ausbildungsverhältnissen gibt es in Deutschland öffentlich-rechtliche Ausbildungsverhältnisse:
  - zum Beispiel der öffentlich-rechtliche Ausbildungverhältnis zur Ausbildung von Juristen (Rechtsreferendariat) in 15 Bundesländern mit Ausnahme Mecklenburg-Vorpommerns;
  - oder das öffentlich-rechtliche Ausbildungsverhältnis zur Ausbildung mit dem Ziel einer anschließenden Zulassung zur Laufbahnausbildung für den mittleren feuerwehrtechnischen Dienst nach der Verordnung über ein öffentlich-rechtliches Ausbildungsverhältnis für den Zugang zur Ausbildung zum Brandmeister Nordrhein-Westfalens.